# Застава Британске територије Индијског океана
Застава Британске територије Индијског океана усвојена је 4. новембра 1990. године и има само полу-званични статус.
Застава је слична заставама других британских колонија и има "Јунијон џек“ у горњем десном углу. Палма и круна су симбол територија Индијског океана. Порекло или значење таласасте линије је непознат, а њихово постојање је раскид са традиционалном заставом британских колонија или бивших колонија и налази се, текође, на застави Британске Колумбије. Застава је одобрена од стране краљице Елизабете II на 25. годишњицу Британске територије Индијског океана.